# Lista de membros da Royal Society eleitos em 1964
Esta página lista Membros da Royal Society eleitos em 1964.

## Fellows
1. Frank Adams[2]
2. Clement Henry Bamford[3]
3. Sir James Beament[4]
4. Russell Brain, 1st Baron Brain[5]
5. Margaret Burbidge[6]
6. Sir Arnold Burgen[7]
7. Leslie Hugh Norman Cooper[8]
8. Sir Eric James Denton[9]
9. Dan Eley[10]
10. Sir Leslie Fowden
11. Peter Fowler[11]
12. Cyril Garnham[12]
13. Thomas Gold[13]
14. John Laker (Jack) Harley[14]
15. William Hayes[15]
16. John Riley Holt[16]
17. Sir William Hudson[17]
18. David George Kendall[18]
19. George Wallace Kenner[19]
20. Henton Morrogh[20]
21. Rodney Porter[21]
22. Alan Robertson[21]
23. Percival Albert Sheppard[22]
24. Sir Frederick Stewart[23]
25. Arthur Donald Walsh[24]

## Foreign Members
1. James Franck[25]
2. Andrei Kolmogorov[26]
3. Konrad Lorenz[27]
4. Tracy Sonneborn[28]

## Estatuto 12
1. Rupert Guinness, 2nd Earl of Iveagh[29]